# 市梂大桥
市梂大桥（越南语：／），又叫“塔梂大桥”（越南语：／），是越南的河同铁路33.711km处，位于北江省与北宁省分界线之上横跨梂江的大桥。梂江南岸是北宁市塔梂坊和市梂坊，北岸是越安市社。

## 桥梁
市梂大桥是法属印度支那当局于1904年建成的钢桁桥，是河同铁路与越南国道1号老线跨过梂江的公路铁路两用桥。
桥全长186.26米,桥高20米，4个桥墩，其中2号墩为旋转墩，均为砂浆砌块石。架3孔48米、1孔28米上承式钢桁梁。梂江河床为软塑粘土。水深为8至10米。
桥面中间铺着铁轨，铁轨中间与两边用木板铺成公路路面。火车通过时，停止汽车放行。

## 滚雷战役
从1965年4月3日开始的轰炸北越的滚雷战役中，美国空军和美国海军开始轰炸该桥。地处肥沃的红河三角洲冲积平原，举目都是一望无际平坦的绿油油的稻田。梂江距离汇入红河干流仅有几公里，因而梂江在该处水深江阔。市梂大桥远离中越边界与河内市区等美军轰炸受限区，因而成了美军滚雷战役切断河友铁路（河内至友谊关）的最重要、无限制轰炸目标。
1966年，市梂大桥的抢修由中国工程部队一支队四十四大队九分队负责。在正桥上游800米处，新建了市梂一便桥，为中水位深水铁路便桥，桥长约129米，7座桥墩，8个孔梁，两端桥台为枕木垛。其中第1、2号桥墩基础为木桩结构，第3号桥墩基础为木笼片石结构，其余桥墩基础为混凝土结构。7座墩身均为木排架结构。8个孔梁其中6孔为12.5米工字钢梁，2孔为21.5米的六四式铁路军用梁。
1966年7月14日11时10分，美军5架A-3B型攻击机轰炸市梂大桥，投弹6枚，第2、3孔梁落水；3号墩水下断裂倾斜。经过二大队的3个连队的抢修，至9月1日恢复通车。
1966年11月4日14时40分，再次被美军轰炸多处受损。12月9日抢通。
1967年，中国援越抗美的铁道兵第6团（即中国工程部队一支队二大队）负责该地域的铁路保交抢修。
1967年6月3日，美机两批8架低空偷袭轰炸一便桥，投弹24枚，命中弹3枚，由于一便桥并不坚固，因此损毁严重。6月6日，美机三批16架轰炸市梂正桥、一便桥及公路浮桥，投弹30余枚及大量钢珠弹，通车正桥遭到破坏，公路浮桥破损，市梂地域的公路铁路交通均中断。6月9日9日美机4架轰炸市梂正桥、一便桥，投弹10余枚，正桥、一便桥均受损。6月11日，美机两批48架轰炸正在抢修的一便桥，共投弹20枚，偏中2枚。6月13日23时，经过中国后勤部队一支队二大队第3营8天抢修，市梂一便桥恢复通车。　
1968年新春攻势后，美国总统约翰逊宣布对北越部分地域暂停轰炸。乘此时机，中国工程部队二大队抢修被炸毁的中间两孔钢梁，并对大桥做全面、彻底的维修，加固桥墩受损部位，更换变形受损钢梁，更换新钢枕，清除落水变形的废钢梁。新建了市梂第二便线、第二便桥。使得该地域有3座铁路桥，平时保持一座桥通车，另两座桥不安装梁孔（伪装为炸毁状态）做备用。特别是正桥留作夏秋季渡洪备用。另建有一座公路浮桥。